# Groene golf

Voorbeeld van een groene golf.

Een groene golf is een term uit de verkeerskunde en houdt in dat verkeer (meestal automobilisten, maar vaak ook openbaar vervoer en soms zelfs fietsers) op een verkeersweg met meerdere verkeerslichten kunnen doorrijden zonder te hoeven stoppen (elk licht staat op groen bij het passeren). Dit wordt gerealiseerd door de cyclus van de verkeerslichten aan elkaar te koppelen en aan te passen aan de gemiddelde rijsnelheid.
Doel van een groene golf is niet alleen snelheidswinst voor automobilisten (die is relatief gering omdat er ook dwarsverkeer is; de starre golfafstelling kost bovendien capaciteit en dus wachttijd) maar vooral veiligheid: reductie van het stressniveau waardoor meer alertheid mogelijk is op gevaarlijke momenten. Ook kunnen groene golven de routekeuze van automobilisten beïnvloeden zodat bijvoorbeeld woonstraten autoluwer worden. In Duitsland worden vaak in combinatie met een 'Groene Golf' verkeersborden getoond die de snelheid aangeven om bij het volgende verkeerslicht ongestoord door te kunnen rijden.
Groene golven zijn vaak lastig te realiseren, omdat niet altijd een (drukke) kruisende weg op de groenegolfcyclus kan of mag worden aangepast.

## Voetgangers
Ook voor tweedelige voetgangersoversteekplaatsen is een groene golf mogelijk. Wanneer een voetganger de middenberm van de oversteek heeft bereikt, is het verkeerslicht zo ingesteld dat het gelijk op groen springt. Ook wordt hierbij rekening gehouden met langzame voetgangers (ouderen, gehandicapten etc.) om te voorkomen dat mensen teruglopen bij het zien van rood licht. De groenfase is dan zo ingesteld, dat voetgangers over de helft van de oversteek kunnen komen.

## Openbaar vervoer
Vooral in bebouwd gebied zijn groene golven voor autoverkeer erg hinderlijk en kostbaar voor bussen en trams. Die moeten immers tussen de kruispunten meestal stoppen bij haltes. Het tijdsbeslag van remmen, stoppen en weer optrekken is meestal net iets langer dan de golfgroentijd, zodat bussen en trams systematisch nét bij rood aankomen en dan de gehele roodtijd moeten wachten.
Extra probleem is de verstoring van de regelmaat. Trams en bussen die iets te vroeg zijn zullen minder passagiers op de halte treffen waardoor de kans dat ze nét "de golf halen" toeneemt. Te vroege voertuigen worden daardoor nog vervroegd en treffen daardoor steeds minder passagiers. Gevolg is het "Roskes-effect", genoemd naar verkeerskundige Rob Roskes (1979): de meeste reizigers staan, na langer dan het theoretische halve interval wachttijd, in de traagste voertuigen en doen langer dan het gemiddelde voertuig over de rit.
Een waarschijnlijk onderschat gevolg kan ook zijn dat de groene golf de dominantie van de auto in het verkeersbeleid extra accentueert, waardoor het gevoel "OV is voor losers" wordt versterkt.
In moderne verkeerslichtinstallaties kunnen vaak via zgn. verkeerslichtbeïnvloeding de "kop" en/of de "staart" van de golf in de tijd iets worden verschoven, zodat kortstoppende bussen en trams het volgende licht "nét nog halen", en langstoppende vervroegd profiteren van de volgende golf. Het terechtkomen in de volgende golf kan ook worden bevorderd door halten alternerend voor en na kruisingen te leggen (nul of twee halten per wegvak) zodat men óf met de golf meerijdt óf een tweede maal stopt gedurende de roodtijd.
Verkeerslichtoponthoud bepaalt ca. 91% van de rittijdspreiding in bebouwd gebied (onderzoek HTM Den Haag) en kost aan onrendabele chauffeur- en voertuiginzet meer dan een miljard euro per jaar.

## Trein
In Nederland is ProRail bezig met het project De Groene Golf. Onderdeel van dit project is een snelheidsadviseringssysteem voor goederentreinen en reizigerstreinen zodat machinisten minder vaak gele of rode seinen zullen tegenkomen. Door de constante snelheid die dan gereden kan worden, wordt tijd (afremmen) en energie (optrekken) bespaard en wordt de spoorcapaciteit vergroot.

## Fiets
Groene golven voor fietsers worden hoofdzakelijk gebruikt op belangrijke fietsassen met veel fietsers en relatief veel verkeerslichten. De verkeerslichten worden dan dusdanig ingesteld dat bij een snelheid van 18 km/u (Nederland) of 20 km/h (Denemarken) de fietsers steeds groen licht hebben. In sommige gevallen wordt de aanbevolen snelheid aangegeven met lichtjes.